# Vernhams Dean
Vernhams Dean est une paroisse civile et un village du Hampshire, en Angleterre.